# Moechotypa marmorea
Moechotypa marmorea är en skalbaggsart som beskrevs av Francis Polkinghorne Pascoe 1864. Moechotypa marmorea ingår i släktet Moechotypa och familjen långhorningar.
Artens utbredningsområde är Sarawak. Inga underarter finns listade i Catalogue of Life.